# Nikotin
Nikotín (ime dolazi po francuskom veleposlaniku u Portugalu Jeanu Nicotu, koji je biljku i sjeme duhana poslao godine 1560. iz Brazila u Pariz.) je glavni alkaloid duhana (Nicotiana tabacum), C10H14N2, bezbojna uljasta tekućina i jedan od najjačih biljnih otrova, neurotoksin koji djeluje na središnji i periferni živčani sustav. Smrtonosna doza mu je oko 50 miligrama a u duhanu za pušenje ima ga između 1 i 3%. Simptomi trovanja izazvani dugotrajnim pušenjem su lupanje srca, kronični katar dušnika i bronhija, i na kraju dolazi do popuštanja srca, kome i smrti.
Nikotin se u prošlosti rabio kao insekticid; danas se u te svrhe koriste njegovi derivati.